# Bannockburn (Australia)
Bannockburn – miasto w Australii, w stanie Wiktoria.